# Клекотово (Підляське воєводство)
Клекотово (пол. Klekotowo) — село в Польщі, у гміні Сім'ятичі Сім'ятицького повіту Підляського воєводства. Населення — 107 осіб (2011).

## Історія
Вперше згадується 1431 року.
У 1975—1998 роках село належало до Білостоцького воєводства.

## Демографія
Демографічна структура станом на 31 березня 2011 року:
|          | Загалом | Допрацездатний вік | Працездатний вік | Постпрацездатний вік |
| -------- | ------- | ------------------ | ---------------- | -------------------- |
| Чоловіки | 54      | 4                  | 41               | 9                    |
| Жінки    | 53      | 7                  | 24               | 22                   |
| Разом    | 107     | 11                 | 65               | 31                   |